# 蒋以任
蒋以任（1942年10月—），上海嘉定人。1970年12月加入中国共产党。清华大学动力系燃气轮机专业毕业，教授级高级工程师。历任中共上海市委工业工委副书记、市经委书记、市政府副秘书长、副市长等职。1997年12月任中共上海市委常委，2003年2月当选政协上海市第十届委员会主席，2008年任全国政协常委。